# Tatahahi
Tatahahi ist eine osttimoresische Siedlung im Suco Fadabloco (Verwaltungsamt Remexio, Gemeinde Aileu).

## Geographie
Das Dorf Tatahahi liegt im Zentrum der Aldeia Lequiça in einer Meereshöhe von 1006 m auf einem Berg. Eine kleine Straße verbindet die Siedlung nach Nordwesten mit dem Dorf Tunumanu und nach Südosten mit dem Dorf Gudanarai. Östlich verläuft der Fluss Hatomeco und südwestlich der Mailaha. Beide Flüsse gehören zum System des Nördlichen Laclós.